# A. James Gregor
Anthony James Gregor (New York, 2 aprile 1929 – Berkeley, 30 agosto 2019) è stato un politologo e storico statunitense.

## Biografia
Gregor, nato Anthony Gimigliano, si è laureato alla Columbia University nel 1952. Nel 1961 divenne docente associato di filosofia all'University of Hawaii e nel 1964 di Kentucky e Texas. Dal 1967 ha insegnato al dipartimento di Scienze politiche dell'Università di Berkeley in California, di cui è stato anche professore emerito.
Ha dedicato la sua attività di studioso soprattutto all'ideologia del fascismo, producendo inoltre numerose monografie su importanti personalità che ad essa diedero il proprio contributo. Ha condotto ricerche anche sul marxismo e il neofascismo.

## Pensiero
Sin dal suo primo lavoro sull'ideologia fascista, The ideology of fascism: the rationale of totalitarianism (1969), Gregor sostenne — diversamente dalle diffuse e comunemente accettate teorie dell'epoca — che essa avesse un impianto razionale complessivamente coerente e articolato. Ciò era dovuto principalmente all'apporto intellettuale e culturale, tra le altre, oltreché dello stesso Benito Mussolini, di personalità quali Giovanni Gentile, Sergio Panunzio, Robert Michels, Giuseppe Bottai, Angelo Oliviero Olivetti, Alfredo Rocco e Carlo Costamagna. Gregor ha poi analizzato come gli elementi fondanti dell'ideologia fascista abbiano tratto origine soprattutto dalle idee scaturite dalla revisione del marxismo, dal nazionalismo di Enrico Corradini, dal sindacalismo rivoluzionario, dai pionieristici studi sociologici e politologici di Vilfredo Pareto, Robert Michels, Gaetano Mosca, Gustave Le Bon e Georges Sorel, e dall'attualismo gentiliano. E proprio in Gentile Gregor ha individuato l'intellettuale che seppe dare un'organica base filosofica alla dottrina politica del fascismo, ovvero — come scrive lo stesso politologo — la «base razionale del totalitarismo fascista».
Le sue ricerche hanno avuto un seguito storiografico in storici e politologi quali Zeev Sternhell, Emilio Gentile e Pier Giorgio Zunino, i quali hanno dedicato parte della loro opera agli aspetti dottrinari del fascismo. Poco dopo la morte di Gregor, un ampio studio critico delle sue opere sul fascismo è stato pubblicato come monografia dallo scienziato sociale Phillip Becher.
Nel 2021 è stato pubblicato in Italia il primo ampio studio sul pensiero e sulle opere di Gregor, a cura dello storico italiano Antonio Messina. Dal volume, che raccoglie una molteplicità di contributi di diversi studiosi, si evince il ruolo di Gregor quale punto di riferimento per gli studi comparatistici sul fascismo e le varie tipologie di regimi nazional-populisti. A sua volta, questo ruolo è stato messo criticamente in discussione, soprattutto da alcuni studiosi che, come sottolineato in un articolo successivo, sono stati a loro volta criticati per la superficialità delle loro argomentazioni e per essere vittime di pregiudizi ideologici di matrice marxista, che ne avrebbero compromesso l'imparzialità e la profondità analitica.

## Opere
- A survey of Marxism: problems in philosophy and the theory of history, Random House, New York 1965.
- Contemporary Radical Ideologies: Totalitarian thought in the twentieth century, Random House, New York 1969.
- The ideology of fascism: the rationale of totalitarianism, Free Press, New York 1969.
- An Introduction to Metapolitics: A Brief Inquiry into the Conceptual Language of Political Science, Free Press, New York 1971.
- The Fascist persuasion in radical politics, Princeton University Press, Princeton 1974.
- Interpretations of Fascism, Transaction Publisher, New Brunswick 1974.
- L'ideologia del fascismo, Il Borghese, Milano 1974; seconda edizione, Lulu.com, 2013.
- Il fascismo: interpretazioni e giudizi, Volpe, Roma 1976; seconda edizione, Pellicani, Roma 1997; terza edizione, LoGisma, 2016.
- Sei risposte a Renzo De Felice, (con Maurice Bardèche, Gottfried Eisermann, Enzo Erra, Julien Freund, Giovanni Volpe), Roma, Giovanni Volpe Editore, 1976.
- Sergio Panunzio: il sindacalismo ed il fondamento razionale del fascismo, Volpe, Roma 1978; nuova edizione ampliata, Lulu.com, 2014.
- Young Mussolini and the intellectual origins of Fascism, University of California Press, Berkeley 1979.
- Italian Fascism and Developmental Dictatorship, Princeton University Press, Princeton 1979.
- Roberto Michels e l'ideologia del fascismo, Volpe, Roma 1979; ristampa, Lulu.com, 2015.
- Marxism, China, & Development: Reflections on Theory and Reality, Transaction Publisher, New Brunswick 1995.
- Phoenix: Fascism in Our Time, Transaction Publisher, New Brunswick 1999.
- The Faces of Janus: Marxism and Fascism in the Twentieth Century, Yale University Press, New Haven 2000.
- A Place in the Sun: Marxism and Fascism in China's Long Revolution, Westview Press, 2000.
- Giovanni Gentile: philosopher of fascism, Transaction Publisher, New Brunswick 2001.
- Origins and Doctrine of Fascism: Giovanni Gentile, Transaction Publisher, New Brunswick 2004 (2ª ed.).
- Mussolini's Intellectuals: Fascist Social and Political Thought, Princeton University Press, Princeton 2006.
- The Search for Neofascism: The Use and Abuse of Social Science, Cambridge University Press, Cambridge 2006.
- Marxism, Fascism, and Totalitarianism: Chapters in the Intellectual History of Radicalism, Stanford University Press, Stanford 2008.
- Totalitarianism and political religion: An intellectual history, Stanford University Press, 2012.
- Marxism and the making of China: A doctrinal history, Palgrave Macmillan, 2014.
- Giovanni Gentile: Il filosofo del fascismo, Pensa, Lecce, 2014.
- Riflessioni sul fascismo italiano, Intervista di Antonio Messina, Apice Libri, Firenze, 2016.
- Gli intellettuali di Mussolini. Il pensiero sociale e politico del fascismo, Pensa Multimedia, Lecce, 2016.